# 周怀慷
周怀慷（1966年—），广西合浦人，汉族，中华人民共和国政治人物、第十一届全国人民代表大会广西地区代表。
毕业于广西师范大学英语专业，是中共党员。担任广西合浦县廉州中学副校长。2008年起担任全国人大代表。